# MBC 방송연예대상
MBC 방송연예대상은 문화방송이 주최하는 예능, 오락, 코미디 시상식 행사로 매년 12월 29일 밤에 생방송으로 진행한다.

## 역사
처음에는 문화방송・경향신문 통합창사기념식에 포함되어 시상하였는데, 1974년에는 MBC 전속 탤런트들에게만 한정되었던 것이 1975년부터는 MBC 소속 코미디언까지 시상 범위를 넓혔다. 시상 방식은 먼저 수상자를 시상하고 연말 MBC 송년대잔치에서 인사를 하는 식이었고, 1982년까지 이어졌고 1983년부터는 연기대상 시상식이 단독으로 진행되었다. 그리고 1995년부터 MBC 방송대상에서 코미디 부문이 분리되어 MBC 코미디대상이 신설되었다.
1995년 12월 31일부터 2000년 12월 29일까지 제정된 코미디 부분에 한정된 MBC 코미디대상이 시초이고, 2001년 12월 29일에 MBC 방송연예대상이라는 현재까지 제목으로 명칭을 바꿔 코미디 프로와 예능, 오락 프로그램까지 포괄하여 시상해오고 있다. 참고로, 분리되기 전까지는 대상은 탤런트에게 주어지는 상이었으며, 코미디언에게 주어지는 최고의 상은 코미디부문 최우수상이었다.
2011년에는 시상식 개편이 이루어졌는데 그동안 연기대상에서 시상하던 라디오부문과 시사교양부문이 모두 방송연예대상에서 시상하게 되었고 주최 측에서 작품에 대하여 MBC 방송연예대상 대신 올해의 예능 프로그램상을 시상했었다. 그 이후 2012년부터 다시 예전의 MBC 방송연예대상으로 돌아오게 되었다.
2024년에는 방송을 앞두고 벌어진 제주항공 2216편 활주로 이탈 사고 여파로 인하여 역대 최초로 시상식이 취소됐다. 이후 최종 일정을 조율한 끝에 2025년 1월 28일 지연 개최를 확정했다.

## 타이틀 변천사
- 1대  MBC배 유공연기자 시상식 : 1975년
- 2대  MBC 연기상 : 1976년
- 3대  MBC 최우수연기자 시상식/MBC 연예대상 : 1977년
- 4대  MBC 연기대상 : 1983년 ~ 1988년
- 5대  MBC 방송연기대상 : 1989년 ~ 1990년
- 6대  MBC 방송대상 : 1991년 ~ 1994년
- 7대  MBC 코미디대상: 1995년 12월 31일 ~ 2000년 12월 29일
- 8대  MBC 방송연예대상: 2001년 12월 29일 ~ 현재

## 역대 대상 수상자

### MBC배 유공연기자 시상식 코미디언부문 최우수연기상 (1975)
| 연도   | 수상자         | 출처 |
| ------ | -------------- | ---- |
| 1975년 | 구봉서, 김희자 |      |

### MBC 연기상 코미디언부문 최우수상 (1976)
| 연도   | 수상자         | 출처 |
| ------ | -------------- | ---- |
| 1976년 | 배삼룡, 권귀옥 |      |

### MBC 최우수연기자 시상식 코미디언부문 최우수연기자 (1977)
| 연도   | 수상자         | 출처 |
| ------ | -------------- | ---- |
| 1977년 | 김희숙, 이기동 |      |

### MBC 연기대상 코미디부문 최우수상 (1984~1988)
| 연도   | 수상자         | 출처 |
| ------ | -------------- | ---- |
| 1984년 | 서영춘         |      |
| 1985년 | 김병조         |      |
| 1986년 | 이주일, 김영하 |      |
| 1987년 | 배일집, 김보화 |      |
| 1988년 | 서세원, 김혜영 |      |

### MBC 방송연기대상 코미디부문 최우수상 (1989~1990)
| 연도   | 수상자         | 출처 |
| ------ | -------------- | ---- |
| 1989년 | 이규혁, 배연정 |      |
| 1990년 | 주병진         |      |

### MBC 방송대상 코미디부문 최우수상 (1991~1994)
| 연도   | 수상자         | 출처 |
| ------ | -------------- | ---- |
| 1991년 | 이경규, 최병서 |      |
| 1992년 | 이경규         |      |
| 1993년 | 이홍렬, 이경실 |      |
| 1994년 | 이휘재, 이경실 |      |

### MBC 코미디대상 (1995~2000)
| 연도   | 수상자 | 출처 |
| ------ | ------ | ---- |
| 1995년 | 이경규 |      |
| 1996년 | 김국진 |      |
| 1997년 | 이경규 |      |
| 1998년 | 김국진 |      |
| 1999년 | 서경석 |      |
| 2000년 | 김용만 |      |

### MBC 방송연예대상 (2001~현재)
| 회차 | 연도   | 수상자             | 프로그램 |
| ---- | ------ | ------------------ | --- |
| 1회  | 2001년 | 박경림             | 뉴논스톱 |
| 2회  | 2002년 | 김용만             | 브레인 서바이버, 섹션 TV 연예통신 느낌표, 신비한 TV 서프라이즈                                                             |
| 3회  | 2003년 | 김용만             | 브레인 서바이버, 섹션 TV 연예통신, 느낌표 대단한 도전, 신비한 TV 서프라이즈                                                |
| 4회  | 2004년 | 이경규             | 대단한 도전, 느낌표, 전파견문록                                                                                            |
| 5회  | 2005년 | 이경규             | 이경규의 몰래카메라, 느낌표, 상상원정대 전파견문록, 대단한 도전                                                            |
| 6회  | 2006년 | 유재석             | 무한도전, 놀러와 |
| 7회  | 2007년 | 이순재 무한도전 팀 | 거침없이 하이킥 무한도전                                                                                                   |
| 8회  | 2008년 | 강호동             | 황금어장 - 무릎팍 도사 |
| 9회  | 2009년 | 유재석             | 무한도전, 놀러와 |
| 10회 | 2010년 | 유재석             | 무한도전, 놀러와 |
| 11회 | 2011년 | 나는 가수다 팀     | 일밤 나는 가수다 |
| 12회 | 2012년 | 박명수             | 무한도전, 나는 가수다 II 코미디에 빠지다, 최강연승 퀴즈쇼 Q                                                                |
| 13회 | 2013년 | 아빠! 어디가? 팀   | 일밤 아빠! 어디가? |
| 14회 | 2014년 | 유재석             | 무한도전 |
| 15회 | 2015년 | 김구라             | 황금어장 라디오스타, 능력자들 복면가왕, 마이 리틀 텔레비전, 세바퀴                                                         |
| 16회 | 2016년 | 유재석             | 무한도전 |
| 17회 | 2017년 | 전현무             | 나 혼자 산다 |
| 18회 | 2018년 | 이영자             | 전지적 참견 시점 |
| 19회 | 2019년 | 박나래             | 나 혼자 산다, 구해줘! 홈즈                                                                                                 |
| 20회 | 2020년 | 유재석             | 놀면 뭐하니? |
| 21회 | 2021년 | 유재석             | 놀면 뭐하니? |
| 22회 | 2022년 | 전현무             | 나 혼자 산다, 전지적 참견 시점                                                                                             |
| 23회 | 2023년 | 기안84             | 나 혼자 산다, 태어난 김에 세계일주                                                                                         |
| 24회 | 2024년 | 전현무             | 나 혼자 산다, 전지적 참견 시점, 선을 넘는 클래스, 송스틸러, 2024 추석특집 아이돌스타 선수권대회, 주간 입맛 연구소 뭐먹을랩 |

## 역대 부문별 수상자

### MBC 코미디대상 (1995~2000)
| 부문            | 수상자 | 출연작                            |
| --------------- | ------ | --------------------------------- |
| 남자 최우수상   | 강호동 | 오늘은 좋은날                     |
| 여자 최우수상   | 이경애 | 오늘은 좋은날                     |
| 남자 우수상     | 홍기훈 | 일요일 일요일 밤에, 오늘은 좋은날 |
| 여자 우수상     | 조혜련 | 오늘은 좋은날                     |
| 인기상          | 김국진 | 일요일 일요일 밤에, 테마게임      |
| 남자 신인상     | 박명수 | 오늘은 좋은날                     |
| 여자 신인상     | 김효진 | 오늘은 좋은날                     |
| 아역부문 특별상 | 김영대 |                                   |
| 작가부문 특별상 | 최진원 | 테마게임                          |
| 공로상          | 이재포 |                                   |

| 부문            | 수상자 | 출연작                                |
| --------------- | ------ | ------------------------------------- |
| 남자 최우수상   | 홍기훈 | 일요일 일요일 밤에, 오늘은 좋은날     |
| 여자 최우수상   | 조혜련 | 오늘은 좋은날, 토요일 토요일은 즐거워 |
| 남자 우수상     | 서경석 | 오늘은 좋은날                         |
| 여자 우수상     | 김성은 | 일요일 일요일 밤에, 오늘은 좋은날     |
| 인기상          | 김자옥 | 오늘은 좋은날                         |
| 남자 신인상     | 김진수 | 오늘은 좋은날                         |
| 여자 신인상     | 정경숙 | 오늘은 좋은날                         |
| MC부문 특별상   | 김용만 | 일요일 일요일 밤에, 인기가요 BEST 50  |
| 작가부문 특별상 | 문선희 |                                       |
| 공로상          | 배연정 |                                       |

| 부문            | 수상자 | 출연작                                 |
| --------------- | ------ | -------------------------------------- |
| 남자 최우수상   | 서경석 | 오늘은 좋은날                          |
| 여자 최우수상   | 이경실 | 오늘은 좋은날                          |
| 남자 우수상     | 이윤석 | 오늘은 좋은날, 테마게임                |
| 여자 우수상     | 김효진 | 오늘은 좋은날                          |
| 인기상          | 이의정 | 남자 셋 여자 셋                        |
| 남자 신인상     | 이정용 | 일요일 일요일 밤에                     |
| 여자 신인상     | 이수진 |                                        |
| 작가부문 특별상 | 김균태 |                                        |
| MC부문 특별상   | 김국진 | 일요일 일요일 밤에, 테마게임, 스타다큐 |
| 공로상          | 서승만 | 오늘은 좋은날                          |

| 부문            | 수상자 | 출연작          |
| --------------- | ------ | --------------- |
| 남자 최우수상   | 김진수 | 오늘은 좋은날   |
| 여자 최우수상   | 김효진 | 여자 대 여자    |
| 우수상          | 김용만 | 21세기 위원회   |
| 인기상          | 홍기훈 | 오늘은 좋은날   |
| 남자 신인상     | 표영호 | 오늘은 좋은날   |
| 여자 신인상     | 박혜숙 | 오늘은 좋은날   |
| 연기부문 특별상 | 김용림 | 남자 셋 여자 셋 |
| 작가부문 특별상 | 김영현 | 테마게임        |
| 공로상          | 장용   |                 |

| 부문                          | 수상자               | 출연작             |
| ----------------------------- | -------------------- | ------------------ |
| 남자 최우수상                 | 김용만               | 21세기 위원회      |
| 여자 최우수상                 | 김효진               | 테마게임           |
| 남자 우수상                   | 김경식               | 점프               |
| 여자 우수상                   | 정선희               | 여기는 코미디본부  |
| 프로듀서가 뽑은 코미디 연기상 | 이윤석               |                    |
| 인기상                        | 정경숙 홍기훈 이칠선 | 여기는 코미디본부  |
| 남자 신인상                   | 문경훈               | 여기는 코미디본부  |
| 여자 신인상                   | 전영미               | 여기는 코미디본부  |
| MC 부문 특별상                | 주영훈               | 일요일 일요일 밤에 |
| 작가 부문 특별상              | 이상은               |                    |
| 우정상                        | 조정현               |                    |
| 공로상                        | 홍기훈               |                    |

| 부문                          | 수상자               | 출연작                                           |
| ----------------------------- | -------------------- | ------------------------------------------------ |
| 남자 최우수상                 | 최양락               | 코미디 닷컴                                      |
| 여자 최우수상                 | 정선희               | 여기는 코미디본부                                |
| 남자 우수상                   | 서승만               | 개그사냥                                         |
| 여자 우수상                   | 서춘화               | 코미디 닷컴                                      |
| 프로듀서가 뽑은 코미디 연기상 | 이윤석               | 웃는 날 좋은 날                                  |
| 인기상                        | 양동근 박명수        | 뉴 논스톱 코미디 닷컴                            |
| 남자 신인상                   | 문천식               | 웃는 날 좋은 날                                  |
| 여자 신인상                   | 박희진 안선영        | 웃는 날 좋은 날 코미디 닷컴                      |
| 특별상                        | 한재민               | 목표달성! 토요일 - god의 육아일기                |
| 남자 MC 부문 특별상           | 유재석               | 목표달성! 토요일                                 |
| 여자 MC 부문 특별상           | 박경림               | 전파견문록, 목표달성! 토요일, 일요일 일요일 밤에 |
| 작가 부문 특별상              | 김응석               | 전파견문록, 웃는 날 좋은 날                      |
| 시트콤 연기상                 | 윤다훈 정웅인 박상면 | 세 친구                                          |
| 감투상                        | 조정현               |                                                  |
| 공로상                        | 배일집 송창의 PD     | 세 친구                                          |

### MBC 방송연예대상 (2001~현재)

#### 최고의 프로그램상
- 연속 수상 프로그램
  - 무한도전 (총 8회 - 4년 연속 수상 2회 (2006-2009, 2013-2016))
  - 나 혼자 산다 (총 5회 (2017-2019, 2022, 2024))
  - 놀면 뭐하니? (총 2회 (2020-2021))

| 회차 | 연도   | 수상작               | 명칭                                 |
| ---- | ------ | -------------------- | ------------------------------------ |
| 1회  | 2001년 | 빈칸                 | 빈칸                                 |
| 2회  | 2002년 | 빈칸                 | 빈칸                                 |
| 3회  | 2003년 | 논스톱4              | 시청자가 뽑은 최고 프로그램상        |
| 4회  | 2004년 | 느낌표               | 시청자가 뽑은 최고 프로그램상        |
| 5회  | 2005년 | 빈칸                 | 빈칸                                 |
| 6회  | 2006년 | 무한도전             | 네티즌이 뽑은 올해 최고의 프로그램상 |
| 7회  | 2007년 | 무한도전             | 네티즌이 뽑은 올해 최고의 프로그램상 |
| 8회  | 2008년 | 무한도전             | PD들이 뽑은 최고의 프로그램상        |
| 9회  | 2009년 | 무한도전             | 시청자가 뽑은 최고의 프로그램상      |
| 10회 | 2010년 | 세바퀴               | 시청자가 뽑은 최고의 프로그램상      |
| 11회 | 2011년 | 나는 가수다 시즌 1   | 올해의 예능 프로그램상               |
| 12회 | 2012년 | 라디오 스타          | 올해의 예능 프로그램상               |
| 13회 | 2013년 | 무한도전             | 시청자가 뽑은 최고 인기 프로그램상   |
| 14회 | 2014년 | 무한도전             | 시청자가 뽑은 올해의 예능 프로그램상 |
| 15회 | 2015년 | 무한도전             | 올해의 예능 프로그램상               |
| 16회 | 2016년 | 무한도전             | 시청자가 뽑은 올해의 예능 프로그램상 |
| 17회 | 2017년 | 나 혼자 산다         | 시청자가 뽑은 올해의 예능 프로그램상 |
| 18회 | 2018년 | 나 혼자 산다         | 시청자가 뽑은 올해의 예능 프로그램상 |
| 19회 | 2019년 | 나 혼자 산다         | 올해의 예능 프로그램상               |
| 20회 | 2020년 | 놀면 뭐하니?         | 올해의 예능 프로그램상               |
| 21회 | 2021년 | 놀면 뭐하니?         | 올해의 예능 프로그램상               |
| 22회 | 2022년 | 나 혼자 산다         | 시청자가 뽑은 올해의 예능 프로그램상 |
| 23회 | 2023년 | 태어난 김에 세계일주 | 올해의 예능 프로그램상               |
| 24회 | 2024년 | 나 혼자 산다         | 올해의 예능 프로그램상               |

#### 최우수상
- 2012년 MBC 코미디 폐지로 2013년 이후 코미디/시트콤 부문은 더 이상 수상자가 없음.
- 2014년 ~ 2016년은 쇼/버라이어티, 뮤직/토크쇼 부문으로 수상자를 선정하였음.
- 2017년 시상은 버라이어티, 쇼/시트콤 부문으로 수상자를 선정하였음.
- 2018년 ~ 2020년은 버라이어티, 뮤직/토크쇼 부문으로 수상자를 선정하였음.
- 2021년 ~ 2022년은 세부 부문 없이 수상자를 선정하였음. (버라이어티 부문에 편입 작성)
- 2023년 ~ 2024년은 버라이어티, 리얼리티 부문으로 수상자를 선정하였음. (버라이어티 부문에 편입 작성)

| 회차 | 연도   | 쇼/버라이어티               | 버라이어티                     | 코미디/시트콤                            | 쇼/시트콤 | 뮤직/토크쇼    |
| ---- | ------ | --------------------------- | ------------------------------ | ---------------------------------------- | --------- | -------------- |
| 1회  | 2001년 | 이경규                      | -                              | 최양락 양동근 박경림                     | -         | -              |
| 2회  | 2002년 | 강호동 (강호동의 천생연분)  | -                              | 김경식 (코미디 하우스) 정다빈 (논스톱 3) | -         | -              |
| 3회  | 2003년 | 김용만, 유재석              | -                              | 정준하                                   | -         | -              |
| 4회  | 2004년 | 김용만, 이경규              | -                              | 한예슬                                   | -         | -              |
| 5회  | 2005년 | 이윤석 박희진               | -                              | 김제동 김원희                            | -         | -              |
| 6회  | 2006년 | 박명수 조혜련               | -                              | 정성호 정선희                            | -         | -              |
| 7회  | 2007년 | 김제동, 조형기              | -                              | 나문희                                   | -         | -              |
| 8회  | 2008년 | 이휘재 박미선               | -                              | 이문식 윤해영                            | -         | -              |
| 9회  | 2009년 | 김구라 이경실               | -                              | 정보석 박미선                            | -         | -              |
| 10회 | 2010년 | 박명수 조혜련               | 이휘재 박미선 김구라 (MC 부문) | 김성수 송옥숙                            | -         | -              |
| 11회 | 2011년 | 유재석 박미선               | -                              | 김갑수 윤유선                            | -         | -              |
| 12회 | 2012년 | 윤종신 박미선               | -                              | -                                        | -         | -              |
| 13회 | 2013년 | 김수로, 정형돈 박미선       | -                              | -                                        | -         | -              |
| 14회 | 2014년 | 서경석, 정준하              | -                              | -                                        | -         | 김국진, 윤종신 |
| 15회 | 2015년 | 김영철, 하하 김소연, 한채아 | -                              | -                                        | -         | 김성주         |
| 16회 | 2016년 | 정준하 이국주               | -                              | -                                        | -         | 김성주         |
| 17회 | 2017년 | -                           | 박명수 박나래                  | -                                        | 김국진    | -              |
| 18회 | 2018년 | -                           | 이시언, 차인표 송은이, 한혜진  | -                                        | -         | 윤종신         |
| 19회 | 2019년 | -                           | 양세형 송은이                  | -                                        | -         | 노홍철 김숙    |
| 20회 | 2020년 | -                           | 성훈 화사                      | -                                        | -         | 양세형 이효리  |
| 21회 | 2021년 | -                           | 안정환, 기안84 신봉선          | -                                        | -         | -              |
| 22회 | 2022년 | -                           | 붐 안영미                      | -                                        | -         | -              |
| 23회 | 2023년 | -                           | 하하, 이장우 박나래            | -                                        | -         | -              |
| 24회 | 2024년 | -                           | 김대호, 기안84 장도연, 박나래  | -                                        | -         | -              |

#### 우수상
- 2014년 ~ 2016년은 쇼/버라이어티, 뮤직/토크쇼 부문으로 수상자를 선정하였음.
- 2017년 시상은 버라이어티, 쇼/시트콤 부문으로 수상자를 선정하였음.
- 2018년 ~ 2022년은 버라이어티, 뮤직/토크쇼 부문으로 수상자를 선정하였음.
- 2023년 ~ 2024년은 세부 부문 없이 수상자를 선정하였음. (버라이어티 부문에 편입 작성)

| 회차 | 연도   | 쇼/버라이어티                 | 버라이어티            | 코미디/시트콤                            | 쇼/시트콤     | 뮤직/토크쇼        |
| ---- | ------ | ----------------------------- | --------------------- | ---------------------------------------- | ------------- | ------------------ |
| 1회  | 2001년 | 소유진                        | -                     | 고명환 문천식 조인성                     | -             | -                  |
| 2회  | 2002년 | 윤정수 (일요일 일요일 밤에)   | -                     | 서춘화 (코미디 하우스) 최민용 (논스톱 3) | -             | -                  |
| 3회  | 2003년 | 박수홍 윤정수                 | -                     | 김학도                                   | -             | -                  |
| 4회  | 2004년 | 김원희 이윤석                 | -                     | 고명환 김미연                            | -             | -                  |
| 5회  | 2005년 | 노홍철 려원                   | -                     | 정형돈 조정린                            | -             | -                  |
| 6회  | 2006년 | 하하 현영                     | -                     | 전환규 김완기 박해미, 김세아             | -             | -                  |
| 7회  | 2007년 | 김구라 현영                   | -                     | 조원석, 엄기준 양희성                    | -             | -                  |
| 8회  | 2008년 | 신정환, 정형돈 서인영, 솔비   | -                     | 추대엽 류경진                            | -             | -                  |
| 9회  | 2009년 | 김지선, 임예진 노홍철         | -                     | 최은경 윤종신                            | -             | -                  |
| 10회 | 2010년 | 김현철 김신영                 | -                     | 최여진 이규한                            | -             | -                  |
| 11회 | 2011년 | 김태원 박소현                 | -                     | 윤계상 박하선                            | -             | -                  |
| 12회 | 2012년 | 김나영 유세윤                 | -                     | 김수현 김완기                            | -             | -                  |
| 13회 | 2013년 | 소이현, 이소연 성동일, 김광규 | -                     | 최설아 홍가람                            | -             | -                  |
| 14회 | 2014년 | 라미란, 홍진영 박건형, 전현무 | -                     | -                                        | -             | 규현 박슬기        |
| 15회 | 2015년 | 김동완, 정겨운 황석정, 김현숙 | -                     | -                                        | -             | 황제성 김연우      |
| 16회 | 2016년 | 허경환 박나래                 | -                     | -                                        | -             | 유영석 솔비        |
| 17회 | 2017년 | -                             | 양세형, 헨리 한혜진   | -                                        | 김현철 박한별 | -                  |
| 18회 | 2018년 | -                             | 박성광, 기안84 김재화 | -                                        | -             | 차태현 김소현      |
| 19회 | 2019년 | -                             | 성훈, 유병재 화사     | -                                        | -             | 조세호 안영미      |
| 20회 | 2020년 | -                             | 붐 손담비 장도연      | -                                        | -             | 김종민 엄정화 제시 |
| 21회 | 2021년 | -                             | 장동민 홍현희         | -                                        | -             | 유세윤             |
| 22회 | 2022년 | -                             | 키 이국주             | -                                        | -             | 양세찬 이미주      |
| 23회 | 2023년 | -                             | 주우재 장도연         | -                                        | -             | -                  |
| 24회 | 2024년 | -                             | 이이경 홍현희         | -                                        | -             | -                  |

#### 특별상
- 18회 (2018년)에는 MBC PLUS (케이블) 프로그램이 최초로 특별상을 받게 되었음.
- 19회 (2019년)에는 글로벌 트렌드상과 멀티테이너상이 신설되었음. (특별상 부문으로 편입)

| 회차 | 연도   | 부문                                                                  | 수상자 | 프로그램                                                                                                   |
| ---- | ------ | --------------------------------------------------------------------- | --- | --- |
| 1회  | 2001년 | 가수 탤런트                                                           | 쿨 박상면 | |
| 2회  | 2002년 | 가수 탤런트 "                                                         | 장나라 조형기 정태우                                                                                               | - 전파견문록 논스톱 3                                                                                      |
| 3회  | 2003년 | 가수 탤런트 바른언어                                                  | 세븐 양택조 임성훈                                                                                                 | |
| 4회  | 2004년 | 가수 탤런트 베스트 드레서                                             | 이승기 현빈 탁재훈                                                                                                 | |
| 5회  | 2005년 | 대중음악 마니아                                                       | 신중현 심혜진 | |
| 6회  | 2006년 |                                                                       | MC몽, 임채무 장광순, 우승택                                                                                        | |
| 7회  | 2007년 |                                                                       | 정복기, 김병욱, 신지                                                                                               | |
| 8회  | 2008년 | 베스트 엔터테이너 베스트 스타 베스트 브랜드                           | 양희은, 이경실, 임예진 전진 우리 결혼했어요 팀                                                                     | |
| 9회  | 2009년 | 버라이어티 시트콤 가수                                                | 선우용여, 조혜련, 조형기 김병욱 소녀시대                                                                           | |
| 10회 | 2010년 | 버라이어티 시트콤 가수                                                | 신현준, 정준호, 김원희 임하룡 2AM                                                                                  | |
| 11회 | 2011년 | 쇼/버라이어티 가수 MC " 프로그램 "                                    | 이선희, 이승환, 윤상, 윤일상, 박정현 슈퍼주니어 김국진, 윤종신, 김구라, 규현 유리, 티파니 K-POP 콘서트 코이카의 꿈 | 스타 오디션 위대한 탄생 2 - 황금어장 라디오스타 쇼! 음악중심 / K-POP 콘서트 -                              |
| 12회 | 2012년 |                                                                       | 김태원 | 스타 오디션 위대한 탄생 3                                                                                  |
| 13회 | 2013년 |                                                                       | 김민국, 윤후, 성준, 이준수, 송지아                                                                                 | 아빠! 어디가?                                                                                              |
| 14회 | 2014년 | 뮤직·토크쇼 버라이어티 " 가수 " MC 베스트 팀워크상                    | 김구라 안정환 홍은희 케이윌 씨스타 김성주 나 혼자 산다 팀                                                          | 황금어장 라디오스타, 세상을 바꾸는 퀴즈 아빠! 어디가? 진짜 사나이 -                                        |
| 15회 | 2015년 |                                                                       | 김영만 신봉선 전미라                                                                                               | 마이 리틀 텔레비전 복면가왕 진짜 사나이                                                                    |
| 16회 | 2016년 | 가수 뮤직·토크쇼 버라이어티                                           | 하현우 윤종신 전현무                                                                                               | 복면가왕 황금어장 라디오스타 나 혼자 산다                                                                  |
| 17회 | 2017년 | MC 뮤직쇼 버라이어티 시트콤                                           | 이상민, 이재은 소향 윤정수 양동근                                                                                  | 섹션TV 연예통신 복면가왕 오지의 마법사 보그맘                                                              |
| 18회 | 2018년 | MC 프로그램 시트콤 뮤직·토크쇼 버라이어티 "                           | 김성주 어서와~ 한국은 처음이지? 팀 신동욱, 유리 이상민 성훈 유병재                                                 | 복면가왕 - 대장금이 보고있다 섹션TV 연예통신, 구내식당 - 남의 회사 유랑기 나 혼자 산다 전지적 참견 시점    |
| 19회 | 2019년 | 베스트 엔터테이너 뮤직·토크 버라이어티 글로벌 트렌드상 멀티테이너상 " | 장도연 박현우, 정경천, 이건우 설민석 복면가왕 팀 유준상 한혜연                                                     | 같이 펀딩, 호구의 연애 놀면 뭐하니? 선을 넘는 녀석들 - 리턴즈 복면가왕 같이 펀딩 나 혼자 산다, 언니네 쌀롱 |
| 20회 | 2020년 |                                                                       | 트로트의 민족 심사위원단                                                                                           | 트로트의 민족                                                                                              |
| 21회 | 2021년 |                                                                       | 옥주현, 유리, 아이키, 소연 (방과후 설렘 담임선생님)                                                                | 방과후 설렘                                                                                                |
| 22회 | 2022년 |                                                                       | 정지소, HYNN, 이보람, 소연 (WSG워너비 가야G)                                                                       | 놀면 뭐하니?                                                                                               |
| 23회 | 2023년 | 프로듀서 특별상 프로듀서 MC상                                         | 김구라 김성주 | 복면가왕, 라디오스타 복면가왕                                                                              |
| 24회 | 2024년 | 프로듀서 특별상 프로듀서 MC상                                         | 붐 키 유세윤 | 푹 쉬면 다행이야 나 혼자 산다 라디오스타                                                                   |

#### 공로상
| 회차 | 연도   | 수상자                                  |
| ---- | ------ | --------------------------------------- |
| 1회  | 2001년 | 이주일                                  |
| 2회  | 2002년 | 빈칸                                    |
| 3회  | 2003년 | 김제동, 최은경                          |
| 4회  | 2004년 | 김흥국, 양희은                          |
| 5회  | 2005년 | 김만수 박사, 김진호                     |
| 6회  | 2006년 | 경희의료원 서울아산병원 (산넘고 물건너) |
| 7회  | 2007년 | 신구, 송윤아, 김상호                    |
| 8회  | 2008년 | 이미자                                  |
| 9회  | 2009년 | 이순재                                  |
| 10회 | 2010년 | 배삼룡                                  |
| 11회 | 2011년 | 세시봉 친구들                           |
| 12회 | 2012년 | 빈칸                                    |
| 13회 | 2013년 | 이미자                                  |
| 14회 | 2014년 | 빈칸                                    |
| 15회 | 2015년 | 무한도전 팀 (무한도전)                  |
| 16회 | 2016년 | 구봉서                                  |
| 17회 | 2017년 | 라디오스타 팀 (라디오스타)              |
| 18회 | 2018년 | 빈칸                                    |
| 19회 | 2019년 | 김현철, 유영석, 윤상                    |
| 20회 | 2020년 | 김국진                                  |
| 21회 | 2021년 | 하춘화                                  |
| 22회 | 2022년 | 이경규                                  |
| 23회 | 2023년 | 이영자                                  |
| 24회 | 2024년 | 배철수                                  |

#### PD상
| 회차 | 연도   | PD상                                   |
| ---- | ------ | -------------------------------------- |
| 1회  | 2001년 | 빈칸                                   |
| 2회  | 2002년 | 빈칸                                   |
| 3회  | 2003년 | 김현철, MC몽 주영훈                    |
| 4회  | 2004년 | MC몽, 조혜련 박수홍, 윤정수            |
| 5회  | 2005년 | 김용만, 조혜련                         |
| 6회  | 2006년 | 조형기                                 |
| 7회  | 2007년 | 이경규, 김용만                         |
| 8회  | 2008년 | 무한도전 (PD들이 뽑은 올해의 프로그램) |
| 9회  | 2009년 | 무한도전                               |
| 10회 | 2010년 | 빈칸                                   |
| 11회 | 2011년 | 윤종신, 김원희                         |
| 12회 | 2012년 | 유재석                                 |
| 13회 | 2013년 | 김성주, 서경석                         |
| 14회 | 2014년 | 하하, 정웅인                           |
| 15회 | 2015년 | 라디오스타                             |
| 16회 | 2016년 | 김구라                                 |
| 17회 | 2017년 | 복면가왕                               |
| 18회 | 2018년 | 진짜 사나이 300                        |
| 19회 | 2019년 | 빈칸                                   |
| 20회 | 2020년 | 백종원                                 |
| 21회 | 2021년 | 나 혼자 산다                           |
| 22회 | 2022년 | 빈칸                                   |
| 23회 | 2023년 | 빈칸                                   |
| 24회 | 2024년 | 빈칸                                   |

#### 올해의 예능인상
- 18회 (2018년)부터 시상하기 시작했으며, 해당년도 대상후보 전원이 받는 상임.

| 회차 | 연도   | 수상자 | 프로그램 | 비고     |
| ---- | ------ | ------ | --- | -------- |
| 18회 | 2018년 | 이영자 | 전지적 참견 시점 | 공동수상 |
| 18회 | 2018년 | 김구라 | 복면가왕, 라디오스타, 토크 노마드 아낌없이 주도록, 선을 넘는 녀석들                                                        | 공동수상 |
| 18회 | 2018년 | 박나래 | 나 혼자 산다 | 공동수상 |
| 18회 | 2018년 | 전현무 | 나 혼자 산다, 전지적 참견 시점, 뜻밖의 Q                                                                                   | 공동수상 |
| 19회 | 2019년 | 유재석 | 놀면 뭐하니? | 공동수상 |
| 19회 | 2019년 | 박나래 | 나 혼자 산다, 구해줘! 홈즈                                                                                                 | 공동수상 |
| 19회 | 2019년 | 이영자 | 전지적 참견 시점 | 공동수상 |
| 19회 | 2019년 | 전현무 | 전지적 참견 시점, 선을 넘는 녀석들 - 리턴즈                                                                                | 공동수상 |
| 19회 | 2019년 | 김구라 | 복면가왕, 라디오스타, 마이 리틀 텔레비전 V2                                                                                | 공동수상 |
| 19회 | 2019년 | 김성주 | 복면가왕, 편애중계 | 공동수상 |
| 20회 | 2020년 | 박나래 | 나 혼자 산다, 구해줘! 홈즈                                                                                                 | 공동수상 |
| 20회 | 2020년 | 김성주 | 복면가왕, 편애중계 | 공동수상 |
| 20회 | 2020년 | 이영자 | 전지적 참견 시점 | 공동수상 |
| 20회 | 2020년 | 김구라 | 복면가왕, 라디오스타 | 공동수상 |
| 20회 | 2020년 | 유재석 | 놀면 뭐하니? | 공동수상 |
| 20회 | 2020년 | 전현무 | 전지적 참견 시점, 선을 넘는 녀석들 - 리턴즈, 트로트의 민족                                                                 | 공동수상 |
| 21회 | 2021년 | 김구라 | 복면가왕, 라디오스타, 아무튼 출근, 심야괴담회                                                                              | 공동수상 |
| 21회 | 2021년 | 김성주 | 복면가왕 | 공동수상 |
| 21회 | 2021년 | 박나래 | 나 혼자 산다, 구해줘! 홈즈                                                                                                 | 공동수상 |
| 21회 | 2021년 | 유재석 | 놀면 뭐하니? | 공동수상 |
| 21회 | 2021년 | 이영자 | 전지적 참견 시점 | 공동수상 |
| 21회 | 2021년 | 전현무 | 전지적 참견 시점, 선을 넘는 녀석들, 나 혼자 산다                                                                           | 공동수상 |
| 22회 | 2022년 | 김구라 | 복면가왕, 라디오스타, 심야괴담회                                                                                           | 공동수상 |
| 22회 | 2022년 | 김성주 | 복면가왕, 안정환의 히든 카타르                                                                                             | 공동수상 |
| 22회 | 2022년 | 박나래 | 나 혼자 산다, 구해줘! 홈즈                                                                                                 | 공동수상 |
| 22회 | 2022년 | 안정환 | 안싸우면 다행이야, 안정환의 히든 카타르                                                                                    | 공동수상 |
| 22회 | 2022년 | 유재석 | 놀면 뭐하니? | 공동수상 |
| 22회 | 2022년 | 이영자 | 전지적 참견 시점 | 공동수상 |
| 22회 | 2022년 | 전현무 | 전지적 참견 시점, 나 혼자 산다                                                                                             | 공동수상 |
| 23회 | 2023년 | 기안84 | 나 혼자 산다, 태어난 김에 세계일주                                                                                         | 공동수상 |
| 23회 | 2023년 | 유재석 | 놀면 뭐하니? | 공동수상 |
| 23회 | 2023년 | 전현무 | 전지적 참견 시점, 나 혼자 산다, 선을 넘는 녀석들, 혓바닥 종합격투기 세치혀                                                 | 공동수상 |
| 24회 | 2024년 | 기안84 | 나 혼자 산다, 태어난 김에 음악일주                                                                                         | 공동수상 |
| 24회 | 2024년 | 김대호 | 나 혼자 산다, 구해줘! 홈즈, 푹 쉬면 다행이야                                                                               | 공동수상 |
| 24회 | 2024년 | 유재석 | 놀면 뭐하니? | 공동수상 |
| 24회 | 2024년 | 전현무 | 나 혼자 산다, 전지적 참견 시점, 선을 넘는 클래스, 송스틸러, 2024 추석특집 아이돌스타 선수권대회, 주간 입맛 연구소 뭐먹을랩 | 공동수상 |

#### 올해의 작가상
| 회차 | 연도   | 수상자                 | 프로그램                            |
| ---- | ------ | ---------------------- | ----------------------------------- |
| 1회  | 2001년 | 양희성, 이미선         |                                     |
| 2회  | 2002년 | 박혜련 신명진          | 논스톱 3 강호동의 천생연분          |
| 3회  | 2003년 | 김성원                 |                                     |
| 4회  | 2004년 | 신정구                 |                                     |
| 5회  | 2005년 | 정수경                 |                                     |
| 6회  | 2006년 | 문은애 김성            | 무한도전, 황금어장 개그야           |
| 7회  | 2007년 | 최대웅, 이현주, 주기쁨 |                                     |
| 8회  | 2008년 | 강제상                 | 일요일 일요일 밤에, 우리 결혼했어요 |
| 9회  | 2009년 | 김성원                 |                                     |
| 10회 | 2010년 | 김명정                 |                                     |
| 11회 | 2011년 | 여현전                 | 나는 가수다                         |
| 12회 | 2012년 | 황선영                 | 라디오스타                          |
| 13회 | 2013년 | 신명진                 | 진짜 사나이                         |
| 14회 | 2014년 | 김태희                 | 라디오스타                          |
| 15회 | 2015년 | 이언주 박원우          | 무한도전 복면가왕                   |
| 16회 | 2016년 | 이애영                 | 진짜 사나이                         |
| 17회 | 2017년 | 이경하                 | 나 혼자 산다                        |
| 18회 | 2018년 | 여현전                 | 전지적 참견 시점                    |
| 19회 | 2019년 | 정다운                 | 구해줘! 홈즈                        |
| 20회 | 2020년 | 최혜정                 | 놀면 뭐하니?                        |
| 21회 | 2021년 | 박현정                 | 라디오스타                          |
| 22회 | 2022년 | 권정희                 | 안싸우면 다행이야                   |
| 23회 | 2023년 | 유지혜                 | 태어난 김에 세계일주                |
| 24회 | 2024년 | 이경하                 | 나 혼자 산다                        |

#### 뉴스타상
- 13회 (2013년)는 ‘올해의 스타상’으로 시상하였음.
- 14회 (2014년)는 ‘올해의 뉴스타상’으로 시상하였음.
- 15회 (2015년) 이후 더 이상 시상하지 않음.

| 회차 | 연도   | 수상자                     | 프로그램               |
| ---- | ------ | -------------------------- | ---------------------- |
| 13회 | 2013년 | 송종국, 이종혁, 윤민수     | 아빠! 어디가?          |
| 13회 | 2013년 | 류수영, 손진영             | 진짜 사나이            |
| 13회 | 2013년 | 정준영, 윤한, 태민, 손나은 | 우리 결혼했어요        |
| 14회 | 2014년 | 육중완                     | 나 혼자 산다           |
| 14회 | 2014년 | 파비앙                     | 나 혼자 산다           |
| 14회 | 2014년 | 강남                       | 나 혼자 산다           |
| 15회 | 2015년 | 곽시양                     | 우리 결혼했어요 시즌 4 |
| 15회 | 2015년 | 초아                       | 마이 리틀 텔레비전     |
| 15회 | 2015년 | 조이                       | 우리 결혼했어요 시즌 4 |

#### 베스트 커플상
- 6회 (2006년)부터 시상하기 시작하였음.
- 18회 (2018년) 베스트 커플상은 최초로 연예인과 일반인이 동시에 수상하였음.
- 20회 (2020년) 베스트 커플상은 최초로 본명이 아닌 부캐[4]로 동시에 수상하였음.
- 21회 (2021년) 베스트 커플상은 최초로 3명이 같이 수상하였음.

| 회차 | 연도   | 수상자                 | 프로그램             |
| ---- | ------ | ---------------------- | -------------------- |
| 6회  | 2006년 | 조현민, 남정미         | 개그야               |
| 7회  | 2007년 | 조원석, 양희성         | 개그야               |
| 8회  | 2008년 | 황보, 김현중           | 우리 결혼했어요      |
| 9회  | 2009년 | 윤시윤, 신세경         | 지붕 뚫고 하이킥     |
| 10회 | 2010년 | 조권, 가인             | 우리 결혼했어요      |
| 11회 | 2011년 | 박명수, 정준하         | 무한도전             |
| 12회 | 2012년 | 김C, 조정치            | 무한도전             |
| 13회 | 2013년 | 정형돈, 지드래곤       | 무한도전             |
| 14회 | 2014년 | 송재림, 김소은         | 우리 결혼했어요      |
| 15회 | 2015년 | 육성재, 조이           | 우리 결혼했어요      |
| 16회 | 2016년 | 에릭 남, 솔라          | 우리 결혼했어요      |
| 17회 | 2017년 | 기안84, 박나래         | 나 혼자 산다         |
| 18회 | 2018년 | 박성광, 임송           | 전지적 참견 시점     |
| 19회 | 2019년 | 헨리, 기안84           | 나 혼자 산다         |
| 20회 | 2020년 | 지미유, 천옥           | 놀면 뭐하니?         |
| 21회 | 2021년 | 유재석, 이미주, 하하   | 놀면 뭐하니?         |
| 22회 | 2022년 | 전현무, 박나래, 이장우 | 나 혼자 산다         |
| 23회 | 2023년 | 기안84, 빠니보틀, 덱스 | 태어난 김에 세계일주 |
| 24회 | 2024년 | 유재석, 하하           | 놀면 뭐하니?         |

#### 베스트 팀워크상
- 15회 (2015년)부터 시상하기 시작하였음.

| 회차 | 연도   | 수상자 (프로그램)                                                    |
| ---- | ------ | -------------------------------------------------------------------- |
| 15회 | 2015년 | 일밤 - 진짜 사나이 여군특집 3기 팀                                   |
| 16회 | 2016년 | 일밤 - 복면가왕 팀                                                   |
| 17회 | 2017년 | 오지의 마법사 팀                                                     |
| 18회 | 2018년 | 일밤 - 궁민남편 팀                                                   |
| 19회 | 2019년 | 이시언, 성훈, 기안84, 헨리 (나 혼자 산다 네 얼간이)                  |
| 20회 | 2020년 | 전지적 참견 시점 팀                                                  |
| 21회 | 2021년 | MSG워너비 (놀면 뭐하니?)                                             |
| 22회 | 2022년 | 허재, 김병현, 이대형, 우지원, 문경은, 홍성흔 (안싸우면 다행이야 혹6) |
| 23회 | 2023년 | 전현무, 이장우, 박나래 (나 혼자 산다 팜유즈)                         |
| 24회 | 2024년 | 푹 쉬면 다행이야 팀                                                  |

#### 베스트 엔터테이너상
- 21회 (2021년)부터 시상하기 시작하였음.

| 회차 | 연도   | 수상자          | 프로그램                                                          |
| ---- | ------ | --------------- | ----------------------------------------------------------------- |
| 21회 | 2021년 | 양세형 유병재   | 전지적 참견 시점, 구해줘! 홈즈 전지적 참견 시점, 선을 넘는 녀석들 |
| 22회 | 2022년 | 권율            | 전지적 참견 시점                                                  |
| 23회 | 2023년 | 양세형 붐       | 구해줘! 홈즈, 전지적 참견 시점 안싸우면 다행이야                  |
| 24회 | 2024년 | 최다니엘 주우재 | 전지적 참견 시점 놀면 뭐하니?                                     |

#### 멀티 플레이어상
- 22회 (2022년)부터 시상하기 시작하였음.

| 회차 | 연도   | 수상자        | 프로그램                                   |
| ---- | ------ | ------------- | ------------------------------------------ |
| 22회 | 2022년 | 기안84 홍현희 | 나 혼자 산다 전지적 참견 시점              |
| 23회 | 2023년 | 유병재        | 전지적 참견 시점                           |
| 24회 | 2024년 | 이장우        | 나 혼자 산다, 대장이 반찬, 시골마을 이장우 |

#### 우정상
- 6회 (2006년)부터 시상하기 시작했으나, 15회 (2015년) 이후 더 이상 시상하지 않음.

| 회차 | 연도   | 수상자                                           | 프로그램                               |
| ---- | ------ | ------------------------------------------------ | -------------------------------------- |
| 6회  | 2006년 | 고명환, 최국                                     |                                        |
| 7회  | 2007년 | 박명수                                           |                                        |
| 8회  | 2008년 | 조형기, 조혜련                                   |                                        |
| 9회  | 2009년 | 빈칸                                             |                                        |
| 10회 | 2010년 | 조형기, 이경실                                   | 세상을 바꾸는 퀴즈                     |
| 11회 | 2011년 | 선우용여, 조형기, 이경실, 조혜련, 김지선, 김신영 | 세바퀴                                 |
| 12회 | 2012년 | 선우용여, 이경실, 김지선 김국진, 유세윤, 규현    | 세상을 바꾸는 퀴즈 황금어장 라디오스타 |
| 13회 | 2013년 | 김용건, 조형기                                   |                                        |
| 14회 | 2014년 | 김수로, 샘 해밍턴, 서경석                        | 진짜 사나이                            |
| 15회 | 2015년 | 김용건                                           | 나 혼자 산다                           |

#### 인기상
- 4회 (2004년) 이전 시청자가 뽑은 최고 인기상

| 회차 | 연도   | 수상자 | 프로그램                       |
| ---- | ------ | ------ | ------------------------------ |
| 1회  | 2001년 | 빈칸   |                                |
| 2회  | 2002년 | 이경규 | 전파견문록, 일요일 일요일 밤에 |
| 3회  | 2003년 | 정준하 |                                |
| 4회  | 2004년 | 김용만 |                                |

- 5회 (2005년) 이후 인기상
  - 14회 (2014년)에는 출연 연예인의 아이들이 인기상을 수상하였음.
  - 18회 (2018년)에는 출연 연예인의 매니저들이 인기상을 수상하였음.
  - 21회 (2021년)에는 MC상 수상자가 선정되었음. (인기상 MC부문에 편입)
  - 23회 (2023년), 24회 (2024년)에는 버라이어티, 리얼리티 부문으로 수상자가 선정되었음.

| 회차        | 쇼 버라이어티 | 코미디 시트콤                                                                                                 | 뮤직 토크쇼 리얼리티              | 가수                         | MC                                                                   |
| ----------- | --- | --- | --------------------------------- | ---------------------------- | -------------------------------------------------------------------- |
| 5회 2005년  | 박명수, 아유미 | 이민우, 현영                                                                                                  | -                                 | -                            | -                                                                    |
| 6회 2006년  | 브라이언, 현영, 붐, 김성주                                                                                              | 김미려 | -                                 | -                            | -                                                                    |
| 7회 2007년  | 김원희 | 최민용, 박해미                                                                                                | -                                 | -                            | -                                                                    |
| 8회 2008년  | 김국진, 윤종신, 신정환, 김구라                                                                                          | 김광규, 서영희                                                                                                | -                                 | -                            | -                                                                    |
| 9회 2009년  | - | - | -                                 | -                            | -                                                                    |
| 10회 2010년 | 닉쿤, 빅토리아, 정용화, 서현 (우리 결혼했어요) 사이먼 도미닉, 이기광 (일요일 일요일 밤에-뜨거운 형제들)                 | 김구라, 김국진, 윤종신 (황금어장 라디오스타)                                                                  | -                                 | -                            | -                                                                    |
| 11회 2011년 | 정재형 (무한도전) 제시카 고메스 (댄싱 위드 더 스타)                                                                     | 안내상 (하이킥! 짧은 다리의 역습) 정성호 (웃고 또 웃고) 조권 (몽땅 내 사랑) 백진희 (하이킥! 짧은 다리의 역습) | -                                 | 김범수, 박정현 (나는 가수다) | -                                                                    |
| 12회 2012년 | 강소라, 이특 (우리 결혼했어요)                                                                                          | 류진 (스탠바이)                                                                                               | -                                 | 국카스텐, 씨스타             | 이덕화, 김규리 (댄싱 위드 더 스타)                                   |
| 13회 2013년 | 노홍철 (무한도전) 장혁 (진짜 사나이) 데프콘 (나 혼자 산다)                                                              | - | -                                 | 2PM, 샤이니                  | 서경석 (진짜 사나이) 김구라 (황금어장 라디오스타, 세바퀴)            |
| 14회 2014년 | 김성령 (띠동갑내기 과외하기) 김광규 (나 혼자 산다)                                                                      | - | 김소현, 지코, 민호 (쇼! 음악중심) | 엑소                         | 특별 부문 윤후, 정세윤, 임찬형, 성빈, 안리환, 김민율 (아빠! 어디가?) |
| 15회 2015년 | 강예원 (우리 결혼했어요, 일밤 - 진짜 사나이) 오민석 (우리 결혼했어요) 임원희 (일밤 - 진짜 사나이) 전현무 (나 혼자 산다) | - | 민호 (쇼! 음악중심)               | EXO                          | -                                                                    |
| 16회 2016년 | 양세형 (무한도전) 조세호, 차오루 (우리 결혼했어요) 한혜진 (나 혼자 산다)                                                | - | -                                 | -                            | 백지영, 성시경, 유세윤 (듀엣가요제)                                  |
| 17회 2017년 | 피오 (발칙한 동거 - 빈방 있음) 한은정 (발칙한 동거 - 빈방 있음)                                                         | - | -                                 | -                            | -                                                                    |
| 18회 2018년 | 송성호, 유규선, 임송, 강현석 (전지적 참견 시점)                                                                         | - | -                                 | -                            | -                                                                    |
| 19회 2019년 | 김병현, 서장훈, 안정환 (편애중계)                                                                                       | - | -                                 | -                            | -                                                                    |
| 20회 2020년 | 안영미 (라디오스타) | - | -                                 | -                            | -                                                                    |
| 21회 2021년 | 김종민 (놀면 뭐하니?, 선을 넘는 녀석들) 산다라박 (복면가왕) 키 (나 혼자 산다)                                           | - | -                                 | -                            | 붐 (구해줘! 홈즈, 안싸우면 다행이야) 박선영 (아무튼 출근)            |
| 22회 2022년 | 이장우 (나 혼자 산다)                                                                                                   | - | 이이경 (놀면 뭐하니?)             | -                            | -                                                                    |
| 23회 2023년 | 원탑 (놀면 뭐하니?) | - | 코드 쿤스트 (나 혼자 산다)        | -                            | -                                                                    |
| 24회 2024년 | 임우일 (라디오스타, 짠남자)                                                                                             | - | 유태오 (태어난 김에 음악일주)     |                              |                                                                      |

#### 신인상
- 2014년 ~ 2016년은 쇼/버라이어티, 뮤직/토크쇼 부문으로 수상자를 선정하였음.
- 2017년은 버라이어티, 쇼/시트콤 부문으로 수상자를 선정하였음.
- 2018년은 버라이어티, 뮤직/토크쇼 부문으로 수상자를 선정하였음.
- 2019년 ~ 2023년은 예능 부문으로 수상자를 선정하였음. (버라이어티 부문에 편입)

| 회차 | 연도   | 쇼/버라이어티                                                                                               | 버라이어티 (예능) | 코미디/시트콤                                                                         | 쇼/시트콤                                | 뮤직/토크쇼                                                |
| ---- | ------ | --- | --- | ------------------------------------------------------------------------------------- | ---------------------------------------- | ---------------------------------------------------------- |
| 1회  | 2001년 | 장나라 | - | 손헌수, 이진환 정혜영                                                                 | -                                        | -                                                          |
| 2회  | 2002년 | 성유리 | - | 이진                                                                                  | -                                        | -                                                          |
| 3회  | 2003년 | 김제동 조정린                                                                                               | - | 배칠수, 봉태규 김미연                                                                 | -                                        | -                                                          |
| 4회  | 2004년 | 노홍철 한지혜                                                                                               | - | 강경준 박슬기                                                                         | -                                        | -                                                          |
| 5회  | 2005년 | 붐 익스 | - | 이켠, 김완기 김미진, 강은비                                                           | -                                        | -                                                          |
| 6회  | 2006년 | 양철수, 오상진 김새롬                                                                                       | - | 김철민, 김주철 김미려, 김주연                                                         | -                                        | -                                                          |
| 7회  | 2007년 | 올라이즈 밴드 박신혜                                                                                        | - | 정일우, 오정태 박민영, 이국주                                                         | -                                        | -                                                          |
| 8회  | 2008년 | 유세윤 이승신                                                                                               | - | 황제성, 정재용 성은채, 천수정                                                         | -                                        | -                                                          |
| 9회  | 2009년 | 유이, 황정음 길, 김용준                                                                                     | - | 신세경, 황정음 김경진, 최다니엘                                                       | -                                        | -                                                          |
| 10회 | 2010년 | 가인, 조권                                                                                                  | - | 윤두준, 크리스탈                                                                      | -                                        | -                                                          |
| 11회 | 2011년 | 김희철, 은정                                                                                                | - | 고영욱, 정명옥                                                                        | -                                        | -                                                          |
| 12회 | 2012년 | 박은지 (나는 가수다 II) 윤세아 (우리 결혼했어요 4) 황광희 (우리 결혼했어요 4, 무릎팍도사) 규현 (라디오스타) | - | 유미선 (코미디에 빠지다) 정소민 (스탠바이) 김두영 (코미디에 빠지다) 임시완 (스탠바이) | -                                        | -                                                          |
| 13회 | 2013년 | 박형식, 샘 해밍턴 김소현, 정유미                                                                            | - | 도대웅 맹승지, 박현정                                                                 | -                                        | -                                                          |
| 14회 | 2014년 | 송재림, 헨리 유라, 혜리                                                                                     | - | -                                                                                     | -                                        | -                                                          |
| 15회 | 2015년 | 슬리피 (진짜 사나이) 육성재 (우리 결혼 했어요, 복면가왕) 서유리 (마이 리틀 텔레비전) 엠버 (진짜 사나이)     | - | -                                                                                     | -                                        | 김형석 (복면가왕) 박나래 (라디오 스타, 마이 리틀 텔레비전) |
| 16회 | 2016년 | 박찬호 (진짜 사나이) 이시영 (진짜 사나이)                                                                   | - | -                                                                                     | -                                        | 한동근 (듀엣가요제) 신고은 (섹션TV 연예통신, 복면가왕)     |
| 17회 | 2017년 | - | 이시언 (나 혼자 산다) 한채영 (오지의 마법사)                                                                                       | -                                                                                     | 카이 (복면가왕) 설인아 (섹션TV 연예통신) | -                                                          |
| 18회 | 2018년 | - | 감스트 (진짜 사나이 300) 강다니엘 (이불 밖은 위험해) 화사 (나 혼자 산다)                                                           | -                                                                                     | -                                        | 승관 (복면가왕, 뜻밖의 Q) 미나 (쇼! 음악중심)              |
| 19회 | 2019년 | - | 유산슬 (놀면 뭐하니?) 장성규 (마이 리틀 텔레비전 V2, 전지적 참견 시점) 홍현희 (언니네 쌀롱, 전지적 참견 시점)                      | -                                                                                     | -                                        | -                                                          |
| 20회 | 2020년 | - | 김강훈 (복면가왕, 전지적 참견 시점, 선을 넘는 녀석들 - 리턴즈) 고은아 (전지적 참견 시점)                                           | -                                                                                     | -                                        | -                                                          |
| 21회 | 2021년 | - | 박재정 (놀면 뭐하니?, 나 혼자 산다) 이미주 (놀면 뭐하니?)                                                                          | -                                                                                     | -                                        | -                                                          |
| 22회 | 2022년 | - | 코드 쿤스트 (나 혼자 산다) 박진주 (놀면 뭐하니?)                                                                                   | -                                                                                     | -                                        | -                                                          |
| 23회 | 2023년 | - | 김대호 (구해줘! 홈즈, 나 혼자 산다, 솔로동창회 학연) 덱스 (태어난 김에 세계일주) 풍자 (혓바닥 종합격투기 세치혀, 전지적 참견 시점) | -                                                                                     | -                                        | -                                                          |
| 24회 | 2024년 | - | 구성환 (나 혼자 산다) 최강희 (전지적 참견 시점)                                                                                    |                                                                                       |                                          |                                                            |

#### 라디오
- 11회 (2011년)부터 시상하기 시작하였음.

| 회차        | 최우수상                                                            | 우수상                                                                                  | 신인상                                                                                            | 올해의 작가상                          | 공로상                                       | 특별상                                                                       |
| ----------- | ------------------------------------------------------------------- | --------------------------------------------------------------------------------------- | ------------------------------------------------------------------------------------------------- | -------------------------------------- | -------------------------------------------- | ---------------------------------------------------------------------------- |
| 11회 2011년 | 양희은, 강석우 (여성시대 양희은·강석우입니다)                       | 정엽 (푸른밤 정엽입니다) 윤하 (별이 빛나는 밤에)                                        | 이진 (굿모닝 FM 이진입니다)                                                                       | 오시정 (간미연의 친한친구)             | 배한성 (배한성·배칠수의 고전열전)            | 곽지연 (57분 교통정보 외) 성기애 (여성시대 양희은·강석우입니다)              |
| 12회 2012년 | 최양락 (최양락의 재미있는 라디오) 성시경 (FM 음악도시 성시경입니다) | 김경식 (원미연, 김경식의 2시만세) 스윗 소로우 (오후의 발견 스윗소로우입니다)            | 이진우 (손에 잡히는 경제 이진우입니다)                                                            | 남효민 (두시의 데이트 주영훈입니다)    | 전주현 (배철수의 음악캠프)                   | 윤이나 (57분 교통정보) 정성호 (강석, 김혜영의 싱글벙글 쇼)                   |
| 13회 2013년 | 김신영 (정오의 희망곡 김신영입니다) 신동 (신동의 심심타파)          | 전현무 (굿모닝FM 전현무입니다) 박준형, 유채영 (좋은 주말 박준형, 유채영입니다)          | 이루마 (이루마의 골든디스크)                                                                      | 이승희 (왕상한의 세계는 우리는)        | 남경태 (타박타박 세계사)                     | 신지혜 (57분 교통정보) 박일 (라디오 드라마 '난중일기')                       |
| 14회 2014년 | 강석, 김혜영 (강석, 김혜영의 싱글벙글 쇼)                           | 박준형, 정경미 (박준형, 정경미의 두시만세) 정지영 (오늘아침 정지영입니다)               | 써니 (써니의 FM 데이트)                                                                           | 홍수정 (굿모닝FM 전현무입니다)         | 황선숙 (건강한 아침 황선숙입니다)            | 박소영 (왕상한의 세계는 우리는) 이규화 (조영남, 최유라의 지금은 라디오 시대) |
| 15회 2015년 | 전현무 (굿모닝FM 전현무입니다)                                      | 이진우 (이진우의 손에 잡히는 경제) 종현 (푸른밤 종현입니다)                             | 서경석 (여성시대 양희은, 서경석입니다) 신봉선 (윤정수, 신봉선의 좋은 주말)                        | 이병관 (이진우의 손에 잡히는 경제)     | 서천석 (여성시대 양희은, 서경석입니다)       | 배순탁 (배철수의 음악캠프) 신수임 (박지윤의 FM 데이트)                       |
| 16회 2016년 | 배철수 (배철수의 음악캠프)                                          | 김신영 (정오의 희망곡 김신영입니다) 김현철 (오후의 발견, 김현철입니다)                  | 강타 (강타의 별이 빛나는 밤에) 박수홍 (최유라, 박수홍의 지금은 라디오 시대)                       | 박금선 (여성시대 양희은, 서경석입니다) | (주) 엠버린                                  | 정철진(김동환의 세계는 우리는) 이하나(이진우의 손에 잡히는 경제)             |
| 17회 2017년 | 박준형, 정경미 (박준형, 정경미의 두시만세)                          | 이루마 (이루마의 골든디스크) 서경석 (여성시대 양희은, 서경석입니다)                     | 정유미 (정유미의 FM 데이트) 문천식 (정선희, 문천식의 지금은 라디오 시대)                          | 이윤용 (박준형, 정경미의 두시만세)     | 양지운 (mbc 홈런출발) 박윤경 (57분 교통정보) | 초록우산 어린이재단                                                          |
| 18회 2018년 | 김신영 (정오의 희망곡 김신영입니다)                                 | 김제동 (굿모닝FM 김제동입니다) 정선희 (정선희, 문천식의 지금은 라디오 시대)             | 안영미, 최욱 (안영미, 최욱의 에헤라디오) 양요섭 (양요섭의 꿈꾸는 라디오)                          | 김세윤 (FM 영화음악 한예리입니다)      | 한국지역난방공사                             | 장용 (여성시대 양희은, 서경석입니다) 신채이 (주말 1분 교통정보)              |
| 19회 2019년 | 양희은 (여성시대 양희은, 서경석입니다)                              | 산들 (산들의 별이 빛나는 밤에) 옥상달빛 (푸른밤 옥상달빛입니다)                         | 김이나 (김이나의 밤편지) 장성규 (굿모닝FM 장성규입니다)                                           | 이영희 (강석, 김혜영의 싱글벙글쇼)     | -                                            | 최상일 (한국민요대전) 이효은 (세상을 여는 아침)                              |
| 20회 2020년 | 정선희 (정선희, 문천식의 지금은 라디오 시대)                        | 이윤석 (이윤석, 전영미의 좋은 주말) 이지혜 (오후의 발견, 이지혜입니다)                  | 강수지 (원더풀 라디오, 강수지입니다) 전효성 (전효성의 꿈꾸는 라디오) 표창원 (표창원의 뉴스하이킥) | 김경옥 (배철수의 음악캠프)             | -                                            | 임진모 (배철수의 음악캠프) 김은애 (57분 교통정보, 날씨와 생활)               |
| 21회 2021년 | 장성규 (굿모닝FM 장성규입니다)                                      | 문천식 (정선희, 문천식의 지금은 라디오 시대) 뮤지, 안영미 (뮤지, 안영미의 2시의 데이트) | 정준하, 신지 (정준하, 신지의 싱글벙글쇼)                                                          | 박세훈 (이진우의 손이 잡히는 경제)     | -                                            | 염민주 (57분 교통정보) 허일후 (정치인싸)                                     |
| 22회 2022년 | 정지영 (오늘아침 정지영입니다)                                      | 김이나 (김이나의 별이 빛나는 밤에) 윤도현 (4시엔 윤도현입니다)                          | 박영진 (박준형, 박영진의 두시만세) 영재 (GOT7 영재의 친한친구) 이석훈 (이석훈의 브런치카페)       | 류정은 (오늘아침 정지영입니다)         | -                                            | 김가영 (굿모닝FM 장성규입니다) 민자영 (57분 교통정보)                        |
| 23회 2023년 | 김현철 (김현철의 원더풀라디오, 김현철의 디스크쇼)                   | 신지 (이윤석, 신지의 싱글벙글쇼) 이석훈 (이석훈의 브런치카페)                           | 김일중 (여성시대 양희은·김일중입니다) 재재 (2시의 데이트 재재입니다) 테이 (굿모닝FM 테이입니다)   | -                                      | -                                            | 딩딩대학 (굿모닝FM 테이입니다) 배아량 (배철수의 음악캠프)                    |
| 24회 2024년 | 김이나 (김이나의 별이 빛나는 밤에)                                  | 박영진 (박준형, 박영진의 두시만세) 선우 (아이돌 라디오)                                 | 윤태진 (윤태진의 FM데이트) 손태진 (손태진의 트로트라디오)                                         | 김은선 (굿모닝FM 테이입니다)           | -                                            | 류수민 (아침&뉴스, 류수민입니다) 노중훈 (노중훈의 여행의 맛)                 |

#### 시사교양
- 11회 (2011년)부터 시상하기 시작하였음.
- 23회 (2023년), 24회 (2024년)은 시사교양 MC상 수상자가 발표되었음. (특별상으로 편입)

| 회차        | 특별상                                                                                                | 올해의 작가상                                      |
| ----------- | --- | -------------------------------------------------- |
| 11회 2011년 | 고은주 (생방송 오늘 아침) 오상진 (불만제로)                                                           | 윤희영 (아프리카의 눈물)                           |
| 12회 2012년 | 김태민 (생방송 오늘 아침) 백소영 (생방송 오늘 아침)                                                   | 이재숙 (100분토론)                                 |
| 13회 2013년 | 박혜경, 김승주 (생방송 오늘 아침) 컬투 (컬투의 베란다쇼)                                              | 고희갑 (다큐 MBC 스페셜) 김윤미 (생방송 오늘 아침) |
| 14회 2014년 | 리얼스토리 눈 제작진 (리얼스토리 눈)                                                                  | 김초희 (PD수첩)                                    |
| 15회 2015년 | 차새미 (생방송 오늘 아침) 김한석 (기분좋은 날)                                                        | 장형운 (MBC 다큐스페셜)                            |
| 16회 2016년 | 왕상한 (시사토크 이슈를 말한다)                                                                       | 조희정 (PD수첩) 허현정 (문화사색)                  |
| 17회 2017년 | 이재은 (생방송 오늘 저녁)                                                                             | 장은정(PD수첩)                                     |
| 18회 2018년 | 이철용 (출발! 비디오 여행) 이진 (생방송 오늘저녁)                                                     | 이소영 (MBC 스페셜)                                |
| 19회 2019년 | 김경식, 서인 (출발! 비디오 여행)                                                                      | 이소정 (기억록)                                    |
| 20회 2020년 | 김한석, 김정근, 박연경 (기분좋은 날)                                                                  | 박민정 (휴머니멀)                                  |
| 21회 2021년 | 강다솜 (탐나는 TV) 오은영 (다큐플렉스) 정준희 (MBC 100분 토론)                                        | 간민주 (PD수첩)                                    |
| 22회 2022년 | 박지훈 (실화탐사대) 이서영 (뽀뽀뽀 좋아좋아) 전종환 (생방송 오늘아침, PD수첩)                         | 최미혜 (너를 만났다)                               |
| 23회 2023년 | 오은영 (오은영 리포트) 김초롱 (출발! 비디오 여행) 김재우 (출발! 비디오 여행) 김태민 (생방송 오늘아침) | 이근영 (오은영 리포트 - 결혼지옥)                  |
| 24회 2024년 | 오승훈 (PD수첩) 임현주 (생방송 오늘 아침) 박지민 (오늘N, 오은영 리포트)                               | 남수희 (심야괴담회, 이유있는 건축)                 |

#### 부문별 기타 시상
2005년 베스트드레서상
- 다니엘 헤니, 홍수아

2006년 네티즌이 뽑은 엽기순위
- 박명수 (구타유발 부문 1위)
- 강호동 (엽기분장 부문 1위)
- 김성주 (굴욕 부문 1위)

2007년 아나운서상
- 서현진, 오상진

2009년 아역상
- 서신애 (지붕 뚫고 하이킥)
- 진지희 (지붕 뚫고 하이킥)

2013년 별별어워드
- 윤후 (예능 먹방상)
- 샘해밍턴 (예능 구멍상)
- 김용건 (예능 늦둥이상)

2014년 시청률상
- 진짜 사나이

2014년 공헌상
- 대한민국 육군

2015년 공헌상
- 대한민국 육군
- 대한민국 해군
- 대한민국 해병대

2016년 공헌상
- 대한민국 육군
- 대한민국 해군

2018년 공헌상
- 대한민국 육군

2019년 공헌상
- 한국환경공단
- SK브로드밴드

2020년 베스트드레서상
- 노라조 (조빈, 원흠)

2020년 디지털 콘텐츠상
- 여은파 (조지나, 마리아, 사만다)

2020년 베스트 포맷상
- 복면가왕 팀

2020년 공헌상
- GS칼텍스

2021년 베스트 캐릭터상
- 정준하, 하하

2021년 디지털 콘텐츠상
- 바꿔줘! 홈즈 팀

2021년 공헌상
- NC 유니버스

2022년 K-컨텐츠상
- 복면가왕 팀

2022년 공헌상
- 애즈유

2023년 공헌상
- 한국장애인고용공단

2024년 핫이슈상
- 김석훈

2024년 베스트 파트너상
- 김구라, 김성주
- 어댑트

2024년 라디오 공헌상
- 이모션 스튜디오

## 진행자
| 회차 | 연도   | MC                     |
| ---- | ------ | ---------------------- |
| 1    | 2001년 | 김용만, 이경실, 김국진 |
| 2    | 2002년 | 이경규, 박경림         |
| 3    | 2003년 | 박수홍, 김정화         |
| 4    | 2004년 | 박수홍, 김원희         |
| 5    | 2005년 | 김제동, 정지영, 현영   |
| 6    | 2006년 | 이경규, 현영           |
| 7    | 2007년 | 이혁재                 |
| 8    | 2008년 | 이혁재                 |
| 9    | 2009년 | 이혁재                 |
| 10   | 2010년 | 박미선, 이경실         |
| 11   | 2011년 | 윤종신, 박하선         |
| 12   | 2012년 | 강호동, 황광희, 강소라 |
| 13   | 2013년 | 김구라, 김수로, 소이현 |
| 14   | 2014년 | 김성주, 박형식, 김성령 |
| 15   | 2015년 | 김성주, 김구라, 한채아 |
| 16   | 2016년 | 김성주, 전현무, 이성경 |
| 17   | 2017년 | 양세형, 김희철, 한혜진 |
| 18   | 2018년 | 전현무, 승리, 혜리     |
| 19   | 2019년 | 전현무, 피오, 화사     |
| 20   | 2020년 | 전현무, 안보현, 장도연 |
| 21   | 2021년 | 전현무, 이상이, 김세정 |
| 22   | 2022년 | 전현무, 이이경, 강민경 |
| 23   | 2023년 | 전현무, 덱스, 이세영   |
| 24   | 2024년 | 전현무, 이장우, 윤은혜 |

- 최다 진행자
  - 전현무 (8회, 2016, 2018-2024)
  - 이혁재 (3회, 2007-2009)
  - 김성주 (3회, 2014-2016)

## 뒷이야기 및 논란
- 유재석은 연예대상 총 18회 수상으로 방송 3사 중 2개 방송사에서 연예대상 최다 수상자로 기록되어 있다. (KBS 2회, MBC 8회, SBS 8회 수상)
- 역대 연예대상 2관왕 수상자로는 강호동, 유재석, 이영자가 있다.[5]
  - 강호동 - 2008년 KBS, MBC 연예대상
  - 유재석 - 2009년 MBC, SBS 연예대상, 2014년 KBS, MBC 연예대상
  - 이영자 - 2018년 KBS, MBC 연예대상
- MBC 방송연예대상 최다 대상 수상자로는 유재석 (2006년, 2007년, 2009년, 2010년, 2014년, 2016년, 2020년, 2021년), 이경규 (1995년, 1997년, 2004년, 2005년), 김용만 (2000년, 2002년, 2003년) 등이 있다.[6]
- 2007년에는 무한도전 멤버 전원(유재석, 박명수, 정준하, 정형돈, 노홍철, 하하)과 이순재 (거침없이 하이킥) 가 공동으로 대상을 수상했다.
- 2011년에는 시상식 내부 개편으로 인해 연예대상 대신 올해의 예능 프로그램상이라는 이름으로 시상됐다.
- 2013년에는 개인이 아닌 작품이 대상을 수상했다.
- 2017년에는 방송 3사 최초로 타 방송사 출신의 아나운서가 대상을 수상했다.
- 2018년에는 2001년 방송연예대상 시상식 이후 17년만에 여성 예능인이 대상을 수상했으며, 2019년에는 방송 3사 최초로 2년 연속 여성 예능인이 대상을 수상했다.
- 2023년에는 방송연예대상 시상식 최초로 비연예인이 대상을 수상했다.
- 2024년 시상식 당일 발생한 제주항공 2216편 활주로 이탈 사고 여파로 인하여 역대 최초로 시상식 생방송이 취소됐다.[7] 이후 일정을 조율한 끝에 2025년 설 연휴 기간인 1월 28일 개최를 최종 확정했다.[3]

## 시청률
| 회차 | 연도   | AGB닐슨 시청률 | AGB닐슨 시청률 | AGB닐슨 시청률 | AGB닐슨 시청률 |
| 회차 | 연도   | 대한민국(전국) | 대한민국(전국) | 서울(수도권)   | 서울(수도권)   |
| 회차 | 연도   | 1부            | 2부            | 1부            | 2부            |
| ---- | ------ | -------------- | -------------- | -------------- | -------------- |
| 1회  | 2001년 | 16.8%          | 15.7%          | 18.0%          | 16.9%          |
| 2회  | 2002년 | 23.6%          | 22.5%          | 24.8%          | 23.7%          |
| 3회  | 2003년 | 27.5%          | 26.4%          | 28.7%          | 27.6%          |
| 4회  | 2004년 | 11.9%          | 10.8%          | 13.2%          | 12.1%          |
| 5회  | 2005년 | 16.1%          | 15.0%          | 17.3%          | 16.2%          |
| 6회  | 2006년 | 17.7%          | 17.3%          | 18.3%          | 17.8%          |
| 7회  | 2007년 | 22.4%          | 22.1%          | 23.4%          | 22.5%          |
| 8회  | 2008년 | 21.1%          | 20.6%          | 22.2%          | 21.5%          |
| 9회  | 2009년 | 22.4%          | 24.0%          | 23.9%          | 25.5%          |
| 10회 | 2010년 | 17.7%          | 13.2%          | 18.8%          | 14.4%          |
| 11회 | 2011년 | 16.6%          | 15.5%          | 18.0%          | 17.3%          |
| 12회 | 2012년 | 9.8%           | 13.1%          | 10.2%          | 13.9%          |
| 13회 | 2013년 | 13.7%          | 15.2%          | 15.4%          | 16.9%          |
| 14회 | 2014년 | 13.6%          | 14.4%          | 15.2%          | 16.6%          |
| 15회 | 2015년 | 13.1%          | 13.5%          | 13.5%          | 13.7%          |
| 16회 | 2016년 | 11.8%          | 11.1%          | 11.8%          | 11.2%          |
| 17회 | 2017년 | 9.9%           | 12.1%          | 9.5%           | 11.9%          |
| 18회 | 2018년 | 14.4%          | 18.3%          | 14.5%          | 18.8%          |
| 19회 | 2019년 | 11.0%          | 14.7%          | 11.0%          | 15.1%          |
| 20회 | 2020년 | 6.3%           | 7.3%           | 6.7%           | 8.6%           |
| 21회 | 2021년 | 6.4%           | 7.2%           | 6.5%           | 7.2%           |
| 22회 | 2022년 | 5.1%           | 4.8%           | 5.7%           | 5.8%           |
| 23회 | 2023년 | 6.4%           | 8.9%           | 6.7%           | 9.0%           |
| 24회 | 2024년 | 4.7%           | 4.2%           | 5.3%           | 4.9%           |

## 연예대상 경쟁 프로그램
- KBS 연예대상
- SBS 연예대상